# ギリシャの銀行の一覧
ギリシアの銀行の一覧

## 中央銀行
- ギリシャ銀行 (Bank of Greece)

## 主要銀行
- ABNアムロ銀行 (ABN AMRO)
- ATE銀行 (ATEbank)
- アルファ銀行 (ギリシャ) (Alpha Bank)
- アスプ銀行 (Aspis Bank)
- アッティカ銀行 (Attica Bank)
- キプロス銀行 (Bank of Cyprus)
- BNPパリバ銀行
- シティバンク (Citibank)
- ユーロバンクEFG (EFG Eurobank-Ergasias)
- エンポリキ銀行 (Emporiki Bank)
- First Business Bank
- ゲニキ銀行 (Geniki Bank)
- ヘレニック銀行 (Hellenic Bank)
- HSBC
- ヒポ・フェラインス銀行 (Hypo und Vereinsbank)
- マーフィン・イオアニナ銀行 (Marfin Egnatia Bank)
- マーフィン・ライキ銀行 (Marfin Laiki Bank)
- ミレニアム銀行 (Millennium Bank)
- ギリシャ国立銀行 (National Bank of Greece)
- ピレウス銀行 (Piraeus Bank)
- プロ銀行 (Probank)
- プロトン銀行 (Proton Bank)
- TT Hellenic Postbank